# Blo' Norton
Pour les articles homonymes, voir Norton.
Blo' Norton est une paroisse civile et un village du Norfolk, en Angleterre.